# Modération d'informations
 (mars 2020).
 (mars 2020).
- Si vous ne connaissez pas le sujet, laissez ce bandeau (vous pouvez alors contacter les auteurs).
- Si vous supprimez le contenu mis en cause (vous pouvez préalablement contacter les auteurs),

argumentez précisément cette suppression dans la page de discussion
(un manque de référence n'est pas un argument ; une recherche réelle de référence doit avoir été effectuée, être formellement documentée).
 (mars 2020).

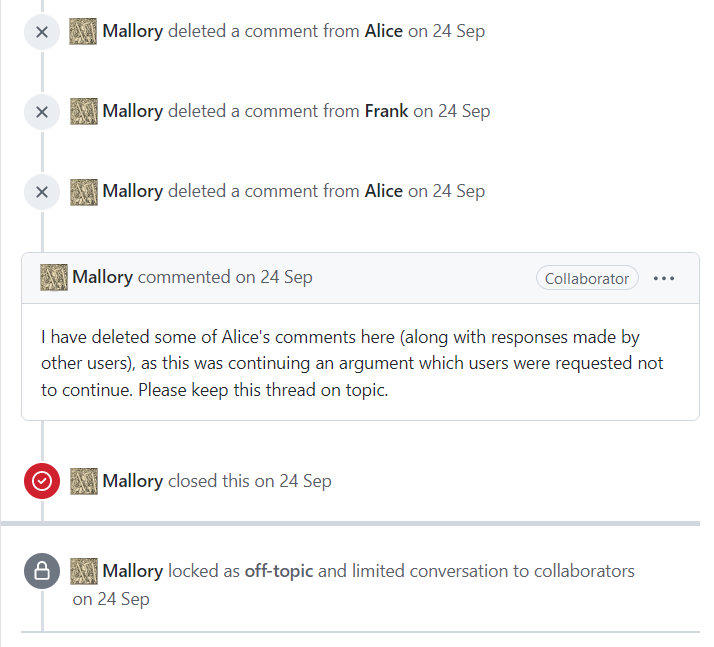
Exemple de suppression de commentaire (modération) sur une discussion d'un réseau social numérique, ici GitHub.

La modération d'informations ou modération en ligne consiste à accepter, à déplacer vers une rubrique plus appropriée ou à refuser intégralement ou partiellement la publication d'une information ou d'un commentaire déposé par un utilisateur sur un réseau social numérique, un site web ou un forum. L'utilisateur responsable de la modération est appelé modérateur.
Certains réseaux sociaux, tels que YouTube ou Facebook, font également appel à des modérateurs de contenu numérique qui, à l’aide d’algorithmes de détection,, vont approuver ou refuser la présence de certains types de contenus sur les plateformes en question. Ce métier, encore relativement méconnu, aurait un impact psychologique négatif plus ou moins important sur ceux qui l’exercent. 
Dans le cas de Facebook, d'anciens modérateurs de contenus ont porté plainte contre le géant américain, affirmant être atteints notamment de stress post-traumatique, et plus généralement de problèmes de santé mentale. En mai 2020, l’entreprise a annoncé qu’elle indemniserait les modérateurs de contenu actuels et anciens qui ont développé des problèmes de santé mentale durant l'exercice de leur fonction.

## Processus
Dans le cas le plus classique :
1. Un utilisateur du système de publication utilise une interface de saisie pour une nouvelle information (article, critique, actualité, photo, séquence vidéo ou autres selon les sites) ;
2. Une fois l'information rédigée et validée par l'utilisateur, un système d'alerte ou de notification (par exemple, par courrier électronique) prévient un responsable (appelé modérateur du site) qu'une nouvelle information est disponible ;
3. Le modérateur utilise une interface spéciale —dite interface de modération— pour indiquer au système de publication si l'information est valide ou non ;
4. Selon les systèmes de publication, l'auteur peut être prévenu de la décision du modérateur, parfois avec un message indiquant le motif de refus, le cas échéant.

## Types de modérations
Une information ou un commentaire qui est modéré avant d'être publié est qualifié de modération a priori. Toutefois, une information ou un commentaire peut être publié dès sa soumission par un utilisateur du système de publication du site web ; ce n'est qu'ensuite que la modération peut éventuellement intervenir dans une modération a posteriori.

### Modérationa priori
La modération a priori est une approche courante pour gérer le contenu généré par les utilisateurs sur les plateformes en ligne. Voici comment elle fonctionne :
1. Examen préalable : Avant qu’un contenu ne soit publié, il est soumis à un examen par des modérateurs ou des algorithmes. Cela peut inclure des commentaires, des articles, des images, des vidéos, etc.
2. Critères de modération : Les modérateurs se basent sur des règles et des directives spécifiques pour évaluer le contenu. Ces règles peuvent varier en fonction de la plateforme et du type de contenu. Par exemple, les commentaires haineux, les spams, les contenus violents ou les informations personnelles peuvent être rejetés.
3. Approbation ou rejet : Le contenu est approuvé s’il respecte les règles, sinon il est rejeté. Les modérateurs peuvent également effectuer des ajustements mineurs (comme la correction d’une faute d’orthographe) avant d’approuver le contenu.
4. Avantages :
  - Prévention des contenus inappropriés ou nuisibles.
  - Contrôle de la qualité du contenu.
  - Réduction du risque de litiges juridiques.
5. Inconvénients :
  - Délai entre la soumission et la publication.
  - Charge de travail pour les modérateurs.
  - Possibilité de faux positifs (rejet de contenu acceptable) ou de faux négatifs (approbation de contenu problématique).

En résumé, la modération a priori vise à maintenir un environnement en ligne sûr et conforme aux normes établies.

### Modérationa posteriori
La modération a posteriori est plutôt employée pour les commentaires que peuvent laisser les visiteurs au sujet d'un article. Dans ce cas, il est parfois prévu qu'une alerte soit envoyée par courrier électronique à l'auteur de l'article, afin qu'il puisse intervenir en cas d'abus (exemple : spams dans les commentaires).
Avec le développement du Web 2.0, la modération des contenus est plutôt de type a posteriori, laissant les internautes alerter le modérateur du non-respect de la charte du site web. Le modérateur traite alors ces alertes de façon réactive. En complément, le modérateur effectue des contrôles par échantillon.
Ce processus de modération étant devenu essentiel pour plusieurs grands portails communautaires. Plusieurs prestataires, tels que Netino, Conciléo ou Atchik en France, se sont positionnés sur ce créneau et proposent un service de modération. La multiplication des espaces de réactions en ligne et des médias sociaux conduit les opérateurs du secteur à développer leurs propres outils de modération pour centraliser les contenus.

### Troll et spam
Lorsque des messages sont postés par un troll ou constituent des spams, la modération s'effectue de façon spécifique. Dans le cas de publications inappropriées, non conformes à la charte de publication du site, le message peut être supprimé. Sinon, la meilleure façon de traiter avec un troll est de répondre au premier message en offrant son aide. Puis, si la personne persiste avec des messages inappropriés, de les ignorer ou bien de les bloquer. La charte de publication est importante pour répondre aux trolls. Les réponses doivent être factuelles et il ne faut pas hésiter à corriger ses erreurs si besoin.

### Commercial Content Modérationou la modération de contenu commercial
En 2019, Sarah T. Roberts (en), professeure et universitaire américaine, publie Behind the Screen : The Hidden Digital Labour of Commercial Content Moderation. Dans cet ouvrage, la chercheuse décrit le mécanisme de « surveillance et de contrôle du contenu généré par les utilisateurs pour les plateformes de médias sociaux de tous types, afin de s'assurer que le contenu est conforme aux exigences légales et réglementaires, aux directives du site ou de la communauté, aux accords d'utilisation, et qu'il s'inscrit dans les normes de goût et d'acceptabilité pour ce site et son contexte culturel ». Si, au début des premières communautés en ligne, ce travail était essentiellement réalisé par des bénévoles, ce modèle de modération n’est aujourd’hui plus viable pour les grandes plateformes. Elles vont, dans la majorité des cas, faire appel à des sous-traitants pour assurer cette tâche,,. 
Ce ne sont pas uniquement les algorithmes de Facebook ou YouTube qui décident des contenus douteux à éliminer, mais des personnes en chair et en os, dans des pays à bas coût du travail[réf. nécessaire]. L'utilisateur de ces plateformes ne voit pas de « têtes coupées, [...] de poussins déchiquetés [ou] de chiens écorchés », car des travailleurs de l'ombre dans les pays du sud (en particulier dans le pays anglophone que sont les Philippines) font ce travail de modération. Les troubles psychologiques de ces derniers, qui pratiquent le Commercial Content Moderation, préoccupent peu les entreprises de l'Internet, puisque, s'ils ne démissionnent pas d'eux-mêmes, ils sont licenciés au bout de deux ans,.

### Algorithmes de détection
Il existe une multitude d’outils automatisés utilisés pour filtrer, classifier ou encore organiser les informations que nous voyons en ligne. La plupart fonctionnent sur la base d’intelligence artificielle ou de procédés d'apprentissage automatique et sont déployés pour participer à la modération des contenus publiés sur certains sites. 
Ces algorithmes de modération de contenu, sont limités à plusieurs égards et leur compréhension est nécessaire aujourd’hui, puisqu'ils sont de plus en plus adoptés par les plateformes en lignes.
Des années 2015 à 2020, dans le cas de Facebook par exemple, ces algorithmes, souvent présentés comme une solution miracle pour décharger les modérateurs humains d’une partie de leur travail s'avèrent limités par des biais et un taux d'erreur non négligeable ; et ils restent dépendants de modérateurs humains devant corriger ces erreurs inévitables,,. 
ROOST (pour Robust Open Online Safety Tools), une ONG et une initiative privée qui a été incubée à l'Université Columbia, financée par diverses organisations philanthropiques et technologiques, lancée par Mozilla, OpenAI, Google, Discord et d'autres partenaires, afin de proposer des outils ouverts (open-source) ; des « classificateur de sécurité de contenu » conçus en « blocs de construction modulaires » visant à améliorer la sécurité en ligne et la modération des contenus, de manière à notamment mieux protéger les enfants,. 

## Origines de la modération
La France fait figure de précurseur dans le domaine de la modération. Les premières entreprises à pratiquer la modération sont les éditeurs de services de messagerie anonyme par minitel et audiotel. Ces sociétés proposent des services de messagerie instantanée payants à l'usage selon le modèle du kiosque Télétel de France Télécom. Elles seront rapidement confrontées à une double problématique : la sauvegarde de leur chiffre d'affaires et la protection juridique de l'entreprise et de ses dirigeants.

### Chiffre d'affaires en danger
Chaque seconde de consultation générant du revenu pour l'éditeur, celui-ci tente de fidéliser l'utilisateur du service. Rapidement, une forme de concurrence déloyale se mettra en place : le détournement de clientèle, aussi appelé racolage. Des animateurs de services de messagerie se connectent à des services minitel concurrents sous des pseudonymes féminins et invitent leurs correspondants à les rejoindre sur le service de leur employeur. La nuisance est double : la perte de clients excédés par ces messages de publicité s'ajoute à celle des clients détournés vers les services concurrents. Pour se protéger de ce fléau, les principaux éditeurs de messagerie tels AGL ou Tele store vont alors mettre en place des logiciels de filtrage des messages de plus en plus élaborés en accompagnement d'une équipe de surveillants appelés modérateurs.

### Un cadre réglementaire contraignant
La création d'un espace virtuel de dialogue anonyme est une innovation majeure qui comporte aussi des risques. Diverses formes de trafic vont tenter de se développer sur ces messageries, au premier rang desquels le proxénétisme et la prostitution. Or, la loi définit le proxénétisme comme « le fait, par quiconque, de quelque manière que ce soit, d'aider, d'assister ou de protéger la prostitution d'autrui ; de tirer profit de la prostitution d'autrui, d'en partager les produits ou de recevoir des subsides d'une personne se livrant habituellement à la prostitution ». Les éditeurs de service doivent prendre des mesures préventives pour éviter toute condamnation. Le « 3615 ALINE » a ainsi été condamné en 1997 pour proxénétisme aggravé,. 
Du reste, les obligations de l'éditeur de service seront listées dans la convention kiosque Télétel, rédigées sous l'égide de Conseil supérieur de la télématique et contrôlées par France Télécom et le Comité de la télématique anonyme. Ces instances réunissent des représentants des opérateurs, d'associations familiales et de l'opérateur de télécommunications. Les manquements à ces obligations peuvent être sanctionnés de lourdes amendes et de coupures du service. La modération se généralise.
Certaines de ces sociétés issues du minitel ont su développer une expertise de modération qu'elles proposent encore aujourd'hui à leurs clients, telles qu'Idixit, spin off de Neocom-Telestore, Concileo, Atchik, ou Netino, dont le fondateur a été un pionnier du minitel.